# 亚里·伊索梅采
亚里·伊索梅采（芬蘭語：Jari Isometsä，1968年9月11日—），芬兰男子越野滑雪运动员。他曾代表芬兰参加1992年、1994年和1998年冬季奥林匹克运动会越野滑雪比赛，共获得三枚铜牌。